# علم سيلاند
علم سيلاند هو راية مكونة من ثلاث ألوان هي الأحمر والأبيض والأسود، خاصة بدولة سيلاند الصغيرة غير المعترف بها والمقامة علي جزيرة صناعية في بحر الشمال. يتشكل العلم من مثلثين أحمر و‌أسود يفصل بينهما اللون الأبيض. استخدم العلم لأول مرة في 2 سبتمبر 1967.